# Amor de barrio
Muchacha italiana viene a casarse Simplemente María
Amor de barrio, est une telenovela mexicaine diffusée depuis le 8 juin 2015 sur Canal de las Estrellas,
.

## Distribution
| Acteurs             | Personnages                    |
| ------------------- | ------------------------------ |
| Mané de la Parra    | Daniel Márquez Lopezreina      |
| Renata Notni        | Paloma Madrigal,               |
| Pedro Moreno        | Raúl Cisneros Lopezreina       |
| Alejandra García    | Laura Vasconcelos,             |
| Marisol del Olmo    | Catalina Lopezreina,           |
| Juan Carlos Barreto | Ariel Lopezreina               |
| Jessica Coch        | Tamara / Mona Lisa Altamirano, |
| Fernanda Arozqueta  | Dora Luz Lopezreina            |
| Lisardo Guarinos    | Adalberto Cruz                 |
| Manuel Landeta      | Edmundo Vasconcelos            |
| Joshua Gutiérrez    | Rodrigo López                  |
| Gabriela Carrillo   | Eugenia Uckerman               |
| Marco Muñez         | Gustavo Mardigal               |
| Paul Stanley        | Gabriel Madrigal               |
| Montserrat Marañón  | Rosa Arriaga                   |
| Julieta Rosen       | Blanca Estela Bernal           |
| Cecilia Toussaint   | Dalia                          |
| Queta Lavat         | Zelma                          |
| Claudette Maillé    | Delfina                        |